# Antoine Baudeau de Somaize
Antoine Baudeau, sieur de Somaize (* um 1630; † unbekannt) war ein französischer Autor. Er ist bis heute durch seine Werke über das sogenannte Preziösentum in Frankreich während des 17. Jahrhunderts bekannt. Somaize griff Molière heftig bezüglich dessen künstlerischer Originalität an und machte schwerwiegende Plagiatsvorwürfe.

## Leben und Werk
Über Antoine Baudeau de Somaizes Leben ist kaum etwas bekannt. Er diente als Sekretär bei Maria Mancini, der Nichte von Kardinal Mazarin und schrieb 1657 ein Pamphlet gegen den Schriftsteller François le Métel de Boisrobert. Einige Beachtung erlangte er im Zusammenhang mit Molières Theaterstück Les précieuses  ridicules von 1659, worin dieser sehr erfolgreich „die Preziösen“, zum gesellschaftlichen Thema gemacht hatte. Als preziös galten Lebens-, Empfindungs- und Ausdrucksweisen von äußerster oder übersteigerter Kultiviertheit; diese wurden vorab der Pariser Salonkultur zugeschrieben, und die Begrifflichkeit fand insbesondere für ein weibliches Publikum Anwendung, das sich in genannter Art höchst auffällig hervorgetan haben soll.
Somaize bediente sich der Aufmerksamkeit, die den Preziösen seit Molières einaktiger Farce zukam, und verwertete sie mittels mehrerer, kurz hintereinander publizierter literarischer Werke: Les véritables précieuses (1660), Les précieuses ridicules mises en vers (1660), Le grand dictionnaire ou la clef de la langue des ruelles (1660), Le procès des précieuses en vers burlesques (1660), Le grand dictionnaire des précieuses (1661). Während Les Véritables Précieuses noch ein eigenständiger Text war, übertrug Les précieuses ridicules mises en vers Molières Prosa in gereimte Bühnensprache, ohne die Handlung zu ändern. Um nicht als eigentlicher Plagiator zu gelten, machte Somaize in den Vorworten zu seinen Werken Molière – nachweislich zu Unrecht – den Vorwurf, bloß der auteur prétendu („vorgebliche Autor“) der Précieuses ridicules zu sein und abgeschrieben zu haben: Sowohl aus dem Roman La précieuse, ou le mystère des ruelles (1656–1658) des Abbé Michel de Pure als auch aus mehreren Bühnenstücken, die italienische Theatertruppen wie die des berühmten Tiberio Fiorelli (auch bekannt unter dem Namen der von ihm geprägten Bühnenfigur Scaramouche) aufgeführt hätten. Überhaupt unterstellte er Molière in rufschädigenden, aber ungestraft gebliebenen Worten, dass dessen ganze Kunst eine fremde, vorab die des 1648 verstorbenen Schauspielers Guillot-Gorju sei.

„Es ist eine Gewissheit, dass er [Molière] in allem, was er tut, ein Nachäffer ist und dass er nicht nur die Précieuses des Herrn Abbé de Pure abgeschrieben hat, die von den Italienern gespielt worden sind; sondern dass er auch in einer Nachäfferei, deren allein er fähig ist, den Médecin volant nachgemacht hat sowie weitere Stücke derselben Italiener, die er nicht nur in dem, was in ihrem Theater gespielt wird, nachmacht, sondern sogar in ihrer Spielweise, so dass er unablässig sowohl Trivelin als auch Scaramouche abkupfert. Aber was soll man anderes erwarten von einem, der seinen ganzen Ruhm Guillot-Gorgeus Memoiren verdankt, die er dessen Witwe abgekauft hat und die er zu seinen Werken umarbeitet?“

Es wird vermutet, dass hinter Somaizes schwerwiegenden Vorwürfen die in Paris bereits etablierten Bühnenautoren und Theatertruppen (so die Troupe royale und die Comédie-Italienne im Hôtel de Bourgogne ) standen; wahrscheinlich wollten diese so bewirken, den erst wenige Monate vorher aus der Provinz eingetroffenen Molière als Konkurrenten auszuschalten. Die Erwähnung Scaramouches durch Somaize war besonders pikant, da Fiorelli eigentlich als Freund Molières galt und König Ludwig XIV. diesem erlaubt hatte, seine Stücke im Saal des an den Louvre grenzenden Petit-Bourbon aufzuführen, wo der Italiener bereits am Sonntag, Dienstag und Freitag auftrat.
Somaizes Werke sind künstlerisch nicht von Belang, aber literatur- und kulturgeschichtlich. Der Dictionnaire, der in der Art eines volkstümlichen Lexikons geschrieben ist, bezeichnete rund vierhundert französische Persönlichkeiten als Akteure der Preziosität und erklärte dieselbe zum Massenphänomen. Im Clef wiederum finden sich viele der wegen ihrer Geschraubtheit und Schwulsts, sprachlichen Artistik und bizarren Metaphorik als typisch preziös bezeichneten Wendungen und Floskeln. Somaizes Dictionnaire hat literarischen Charakter und sein Clef zitiert aus Molières satirischer Bühnenprosa (wie auch von vielen anderen Autoren); dennoch wurden diese Publikationen zu Referenzwerken für das in der Folge überlieferte Bild eines ästhetisch wirksamen Preziösentums in Paris und den französischen Provinzstädten, das die jüngere Literaturkritik allerdings als travestierende Schöpfung erkannt hat.